# Ульбастрой
Ульбастрой (каз. Үлбіқұрылыс) — станция в Восточно-Казахстанской области Казахстана. Входит в состав городской администрации Риддера. До 2013 года входила в состав упразднённой Ульбинской поселковой администрации. Код КАТО — 632431700.

## Население
В 1999 году население станции составляло 150 человек (78 мужчин и 72 женщины). По данным переписи 2009 года, в населённом пункте проживали 192 человека (109 мужчин и 83 женщины).